# Sexpartssamtalen
Sexpartssamtalen kallas de samtal rörande det nordkoreanska kärnvapenprogrammet mellan Nordkorea, Kina, Sydkorea, USA, Ryssland och Japan.
Samtalen kom till stånd efter att Nordkorea drog sig ur Icke-spridningsavtalet 2003.
Samtalen har varit frusna sedan Nordkorea övergav dem 2009.